# Миньяно-Монте-Лунго
Миньяно-Монте-Лунго (итал. Mignano Monte Lungo) — коммуна в Италии, располагается в регионе Кампания, в провинции Казерта.
Население составляет 3310 человек, плотность населения составляет 64 чел./км². Занимает площадь 52 км². Почтовый индекс — 81049. Телефонный код — 0823.